# Cyathea ursina
Cyathea ursina är en ormbunkeart som först beskrevs av William Ralph Maxon, och fick sitt nu gällande namn av David Bruce Lellinger. Cyathea ursina ingår i släktet Cyathea och familjen Cyatheaceae. Inga underarter finns listade.